# Framura
Framura (ligurisch Framûa) ist eine italienische Gemeinde mit 563 Einwohnern (Stand 31. Dezember 2023) in der Provinz  La Spezia in Ligurien und ist Mitglied der Vereinigung I borghi più belli d’Italia (Die schönsten Orte Italiens).

## Geographie und Gemeindegliederung

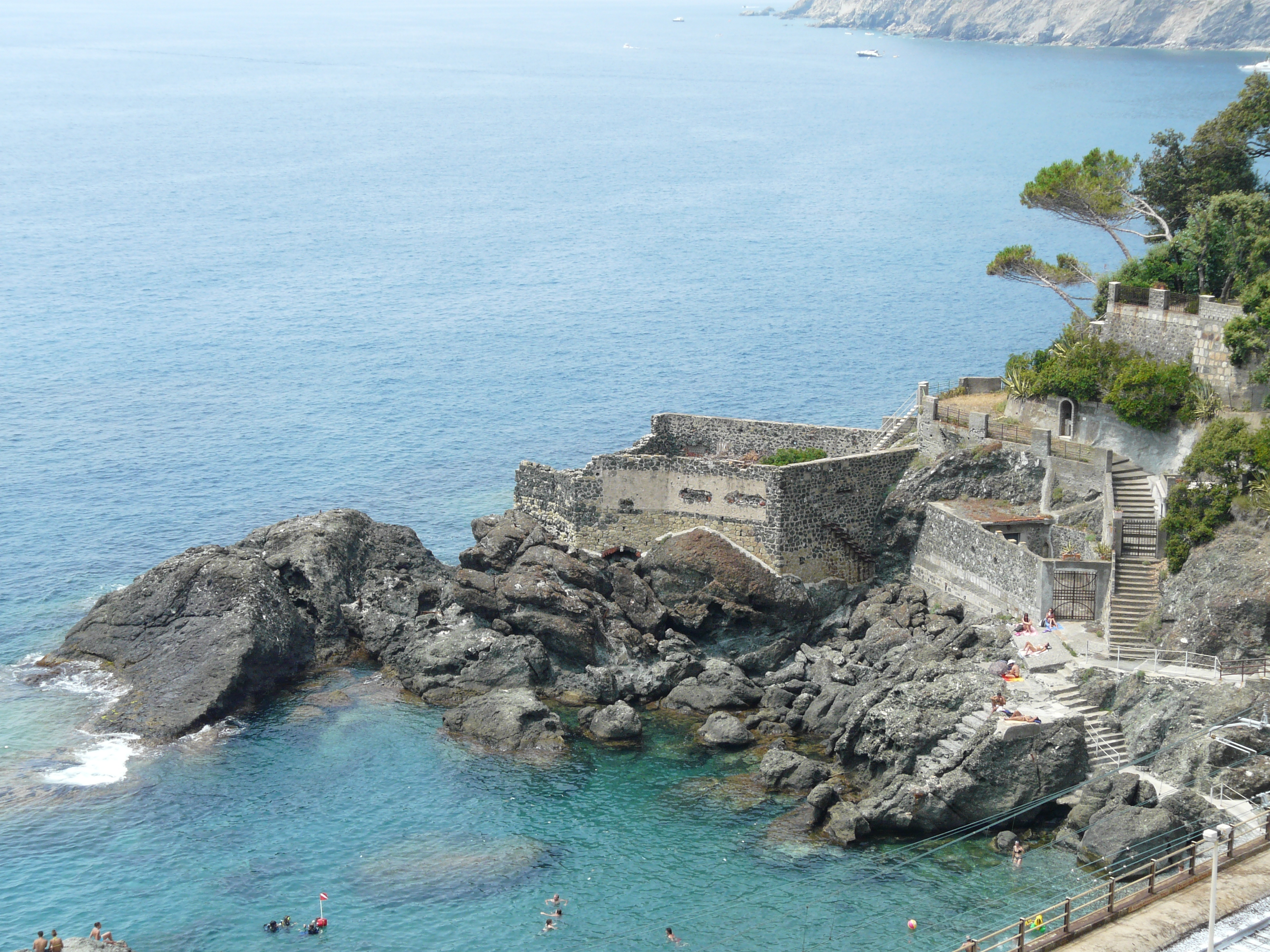
Küste von Framura

Framura befindet sich in einer zerklüfteten Bucht der ligurischen Riviera di Levante (Küste der aufgehenden Sonne).
Die Gemeinde besteht aus den fünf Ortschaften (Fraktionen):
- Anzo
- Castagnola
- Costa
- Ravecca
- Setta (Sitz der Gemeindeverwaltung)

Der Berg Serro (421 m) ist die höchste Erhebung der Gemeinde Framura und Teil des Nationalparks Cinque Terre. Die Gemeinde war bis 2009 Teil der inzwischen aufgelösten Verwaltungsgemeinschaft Comunità Montana della Riviera Spezzina.

## Geschichte
Archäologische Funde belegen die Anwesenheit der Ligurier im Siedlungsgebiet des heutigen Ortes Framura. Zur Zeit des Römischen Reiches hatte der Ort den Status eines Pagus. In der langobardischen Ära des 8. Jahrhunderts war er im Besitz des Klosters San Colombano di Bobbio und ging im 9. Jahrhundert in den Besitz der Familie Da Passano über, die einige Befestigungsanlagen hinterließ.
1170 besetzte Graf von Lavagna aus dem Adelsgeschlecht der Fieschi die Burg von Frascario und vertrieb die Herren von Passano. Später gelangte die Burg in den Besitz der Republik Genua.
Wie alle italienischen tyrrhenischen Küsten musste sich Framura im Laufe der Jahrhunderte auch gegen islamische Einfälle verteidigen, wie noch heute die drei Wachtürme belegen.
1797 trat die Gemeinde Framura mit der napoleonischen Herrschaft ab dem 2. Dezember wieder in das Departement Vara mit der Hauptstadt Levanto in der Ligurischen Republik ein. Ab dem 28. April 1798 gehörte Framura mit den neuen französischen Bestimmungen wieder zum siebten Kanton mit der Hauptstadt Deiva Marina. Vom 13. Juni 1805 bis 1814 mit der Ära der Ersten Französischen Republik wurde der Ort in das Departement Apennin aufgenommen. Ab 1815 gehört er zum Königreich Sardinien. Von 1859 bis 1927 wurde das Gebiet erneut zur Provinz Genua zugeordnet und mit in die Provinz La Spezia aufgenommen.
Von 1973 bis 31. Dezember 2008 war es Teil der Berggemeinde der Riviera Spezzina.

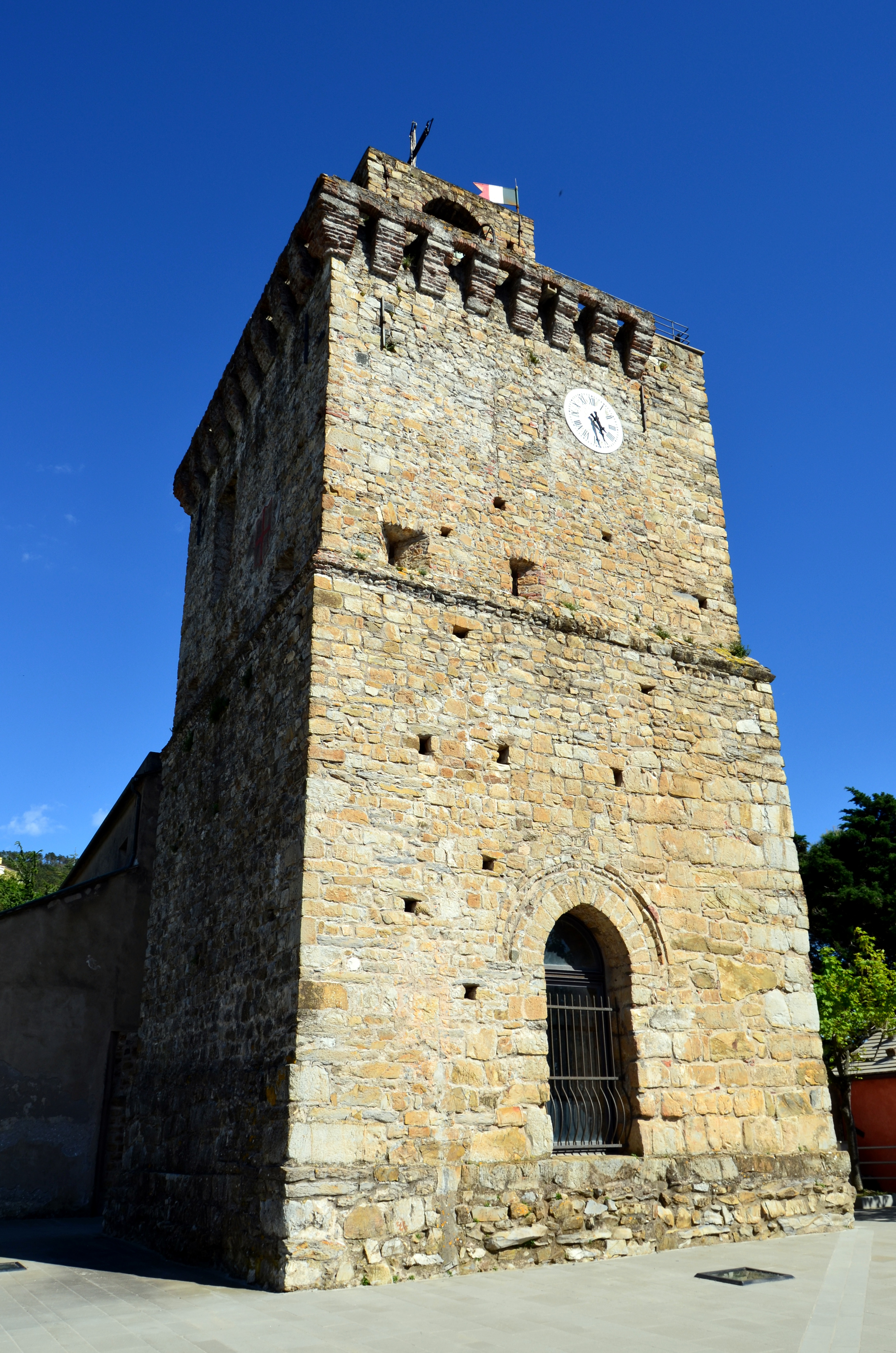
Karolingischer Wartturm (torre carolingia)
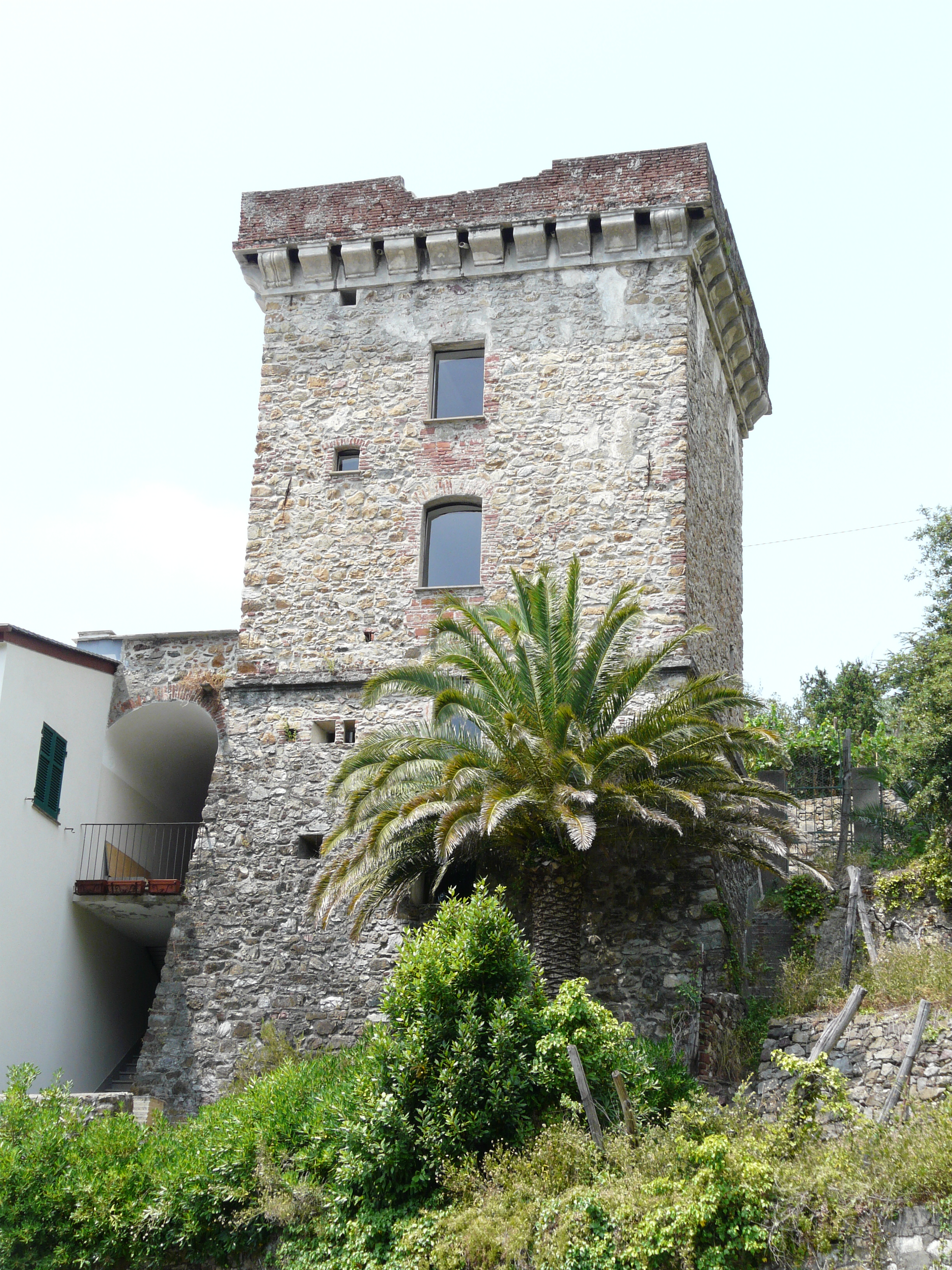
Genuesischer Wartturm (torre genovese)

## Einwohnerentwicklung
| Jahr          | 1861 | 1871 | 1881 | 1901 | 1911 | 1921 | 1931 | 1936 | 1951 | 1961 | 1971 | 1981 | 1991 | 2001 | 2016 |
| Einwohnerzahl | 1119 | 1236 | 1230 | 1193 | 1236 | 1383 | 1256 | 1282 | 1216 | 1042 | 972  | 913  | 839  | 744  | 655  |

## Sehenswürdigkeiten
- Religiöse Sehenswürdigkeiten

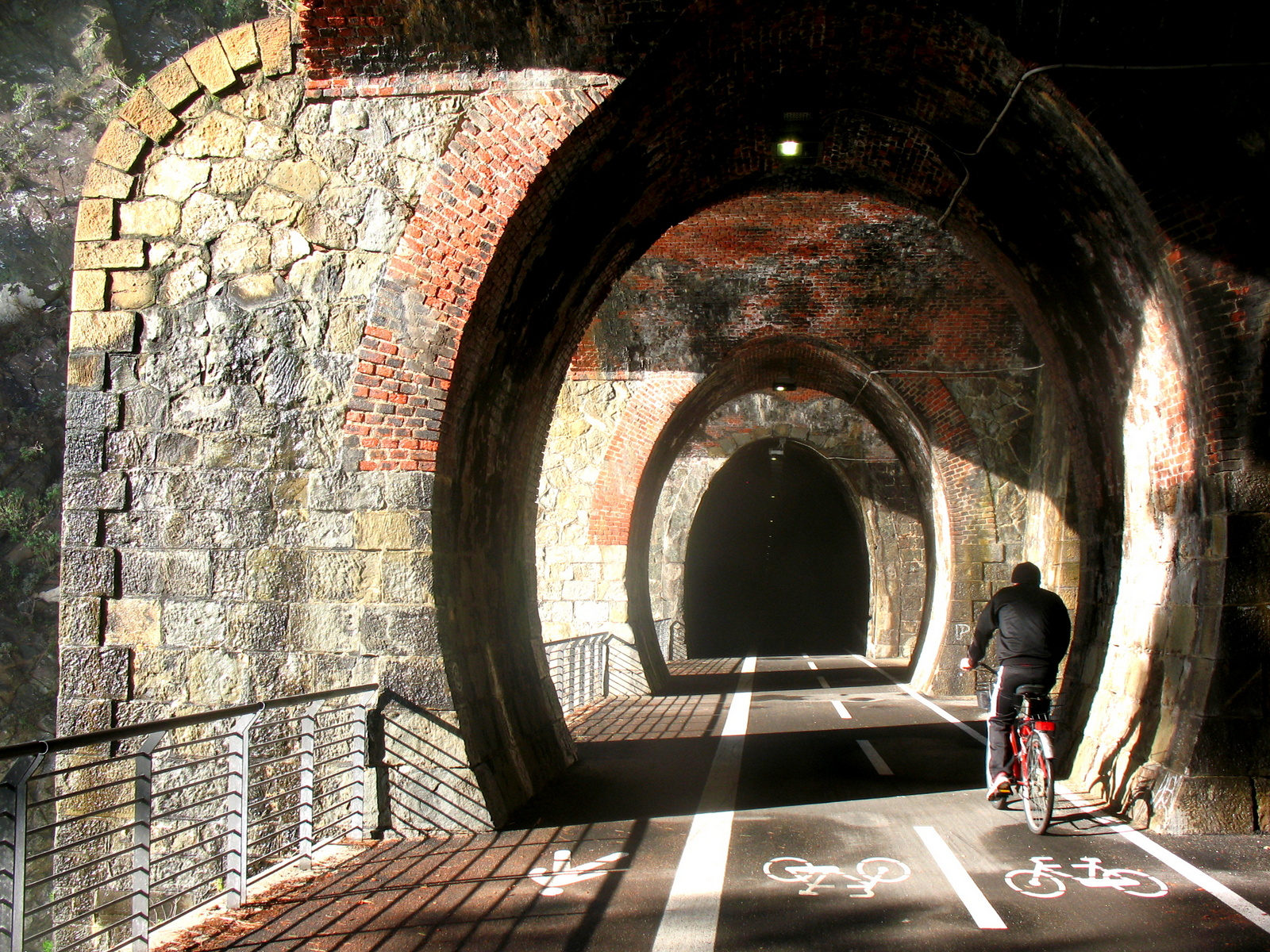
Beleuteter historischer Eisenbahntunnel mit Veloroute

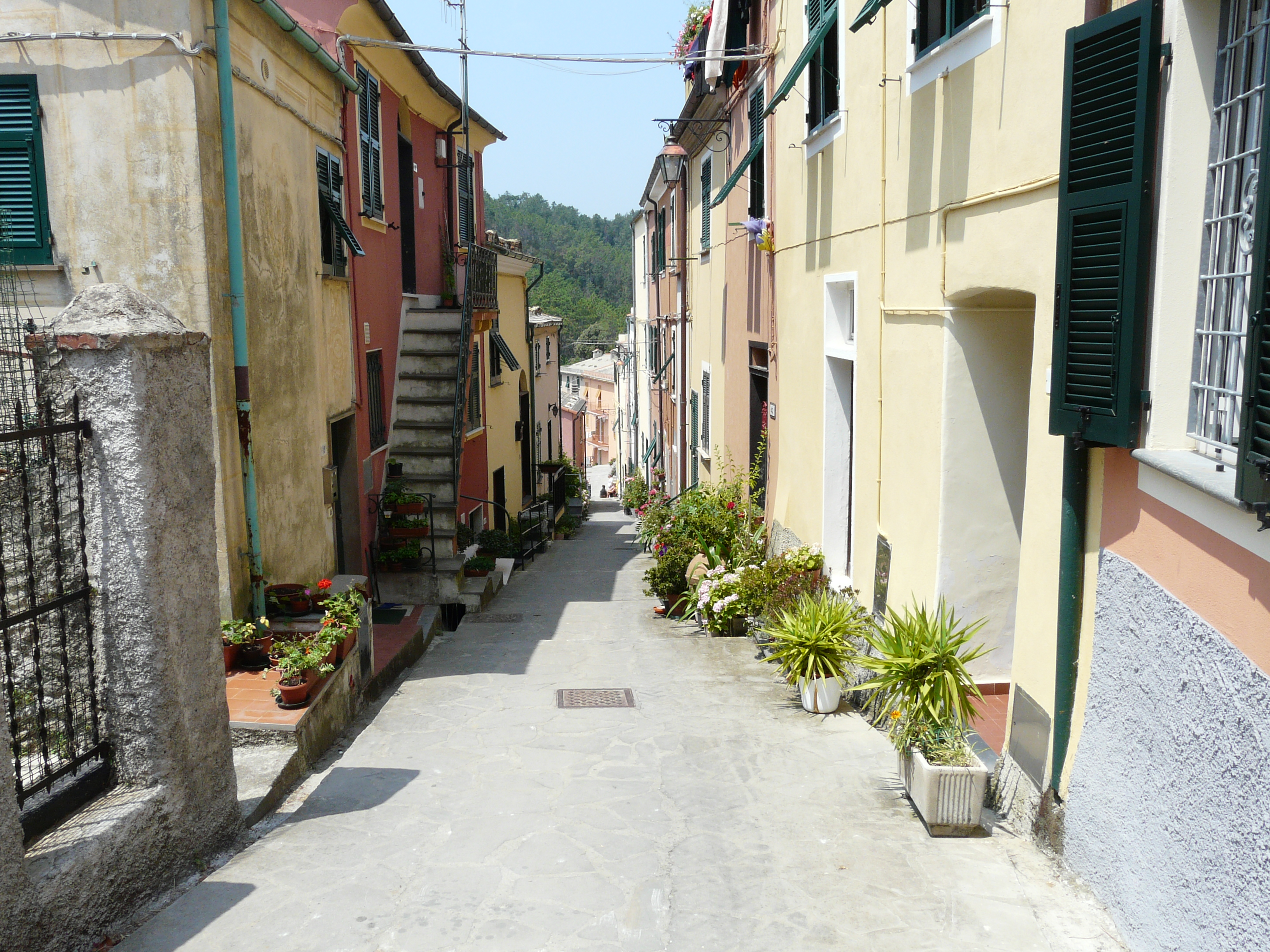
Historisches Zentrum des Ortsteils Costa

  - Pfarrkirche San Lorenzo in Castagnola
  - Pfarrkirche San Martino in Costa
- Andere Bauwerke
  - Karolingerturm von Costa
  - Küstenradweg Maremonti nach Bonassola und weiter nach Levanto[5]
- Botanik
  - Botanischer Garten des Monte Serro[6]

## Feste, Feiern und Gedenken
- Festa della Madonna della Neve, am ersten Sonntag des Augusts in Porticciolo, religiöse Gedenkfeier an die Verstorbenen im Meer
- Festa di San Rocco am 16. August
- Festa di Santa Lucia am letzten Sonntag des Augusts
- Festa patronale di San Lorenzo am 10. August in Castagnola

## Söhne und Töchter der Stadt
- Giovanni Battista de Passano, Präfekt
- Trento Longaretti, italienischer Maler

## Wirtschaft und Infrastruktur

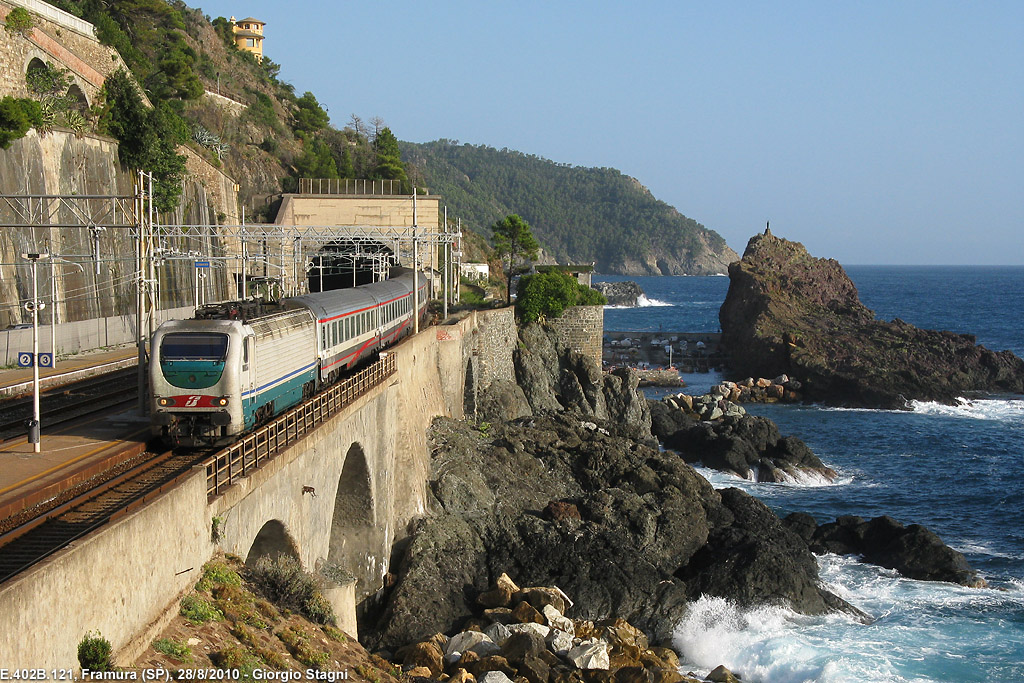
Die Eisenbahnstation von Framura

Viele Bewohner der Gemeinde gehen ihrem Erwerb hauptsächlich im Fremdenverkehr nach. Ansonsten gibt es kleine, familiengeführte Geschäfte.
Durch eine Eisenbahnstation an der Bahnstrecke Pisa–Genua wird die Gemeinde mit den Nachbardörfern und mit La Spezia und Sestri Levante verbunden.